# Stenkusten, Gotland

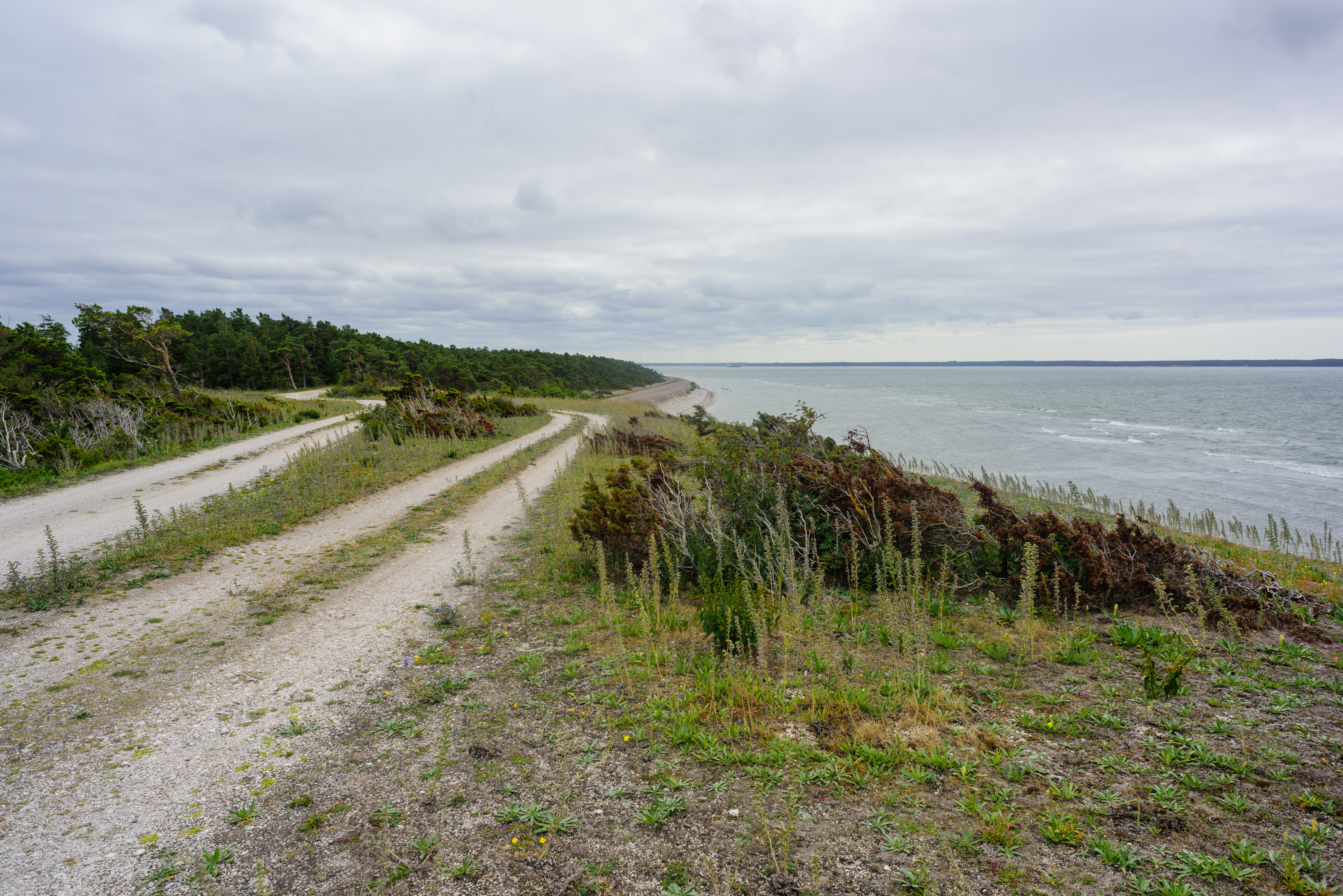
Stenkusten i juli 2019.

Stenkusten är en omkring 10 kilometer lång kuststräcka mellan Bläse och Ar på nordvästra Gotland inom Fleringe socken.
Utefter kusten löper en knappt farbar väg. Nära Ar ligger Graustäde (Grostäde) fiskeläge med sex fiskebodar.

## Bilder

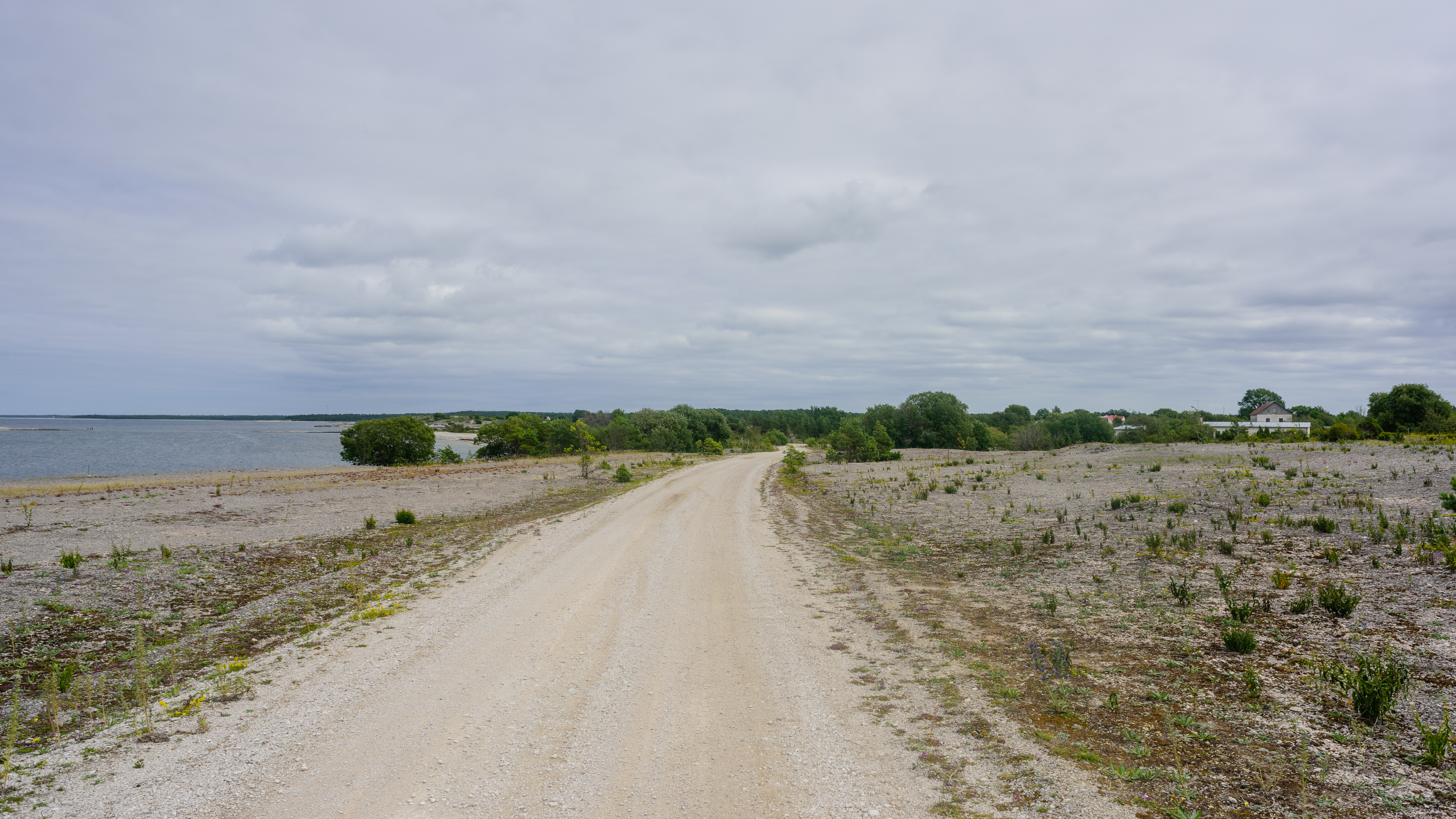
Vy mot Ar.
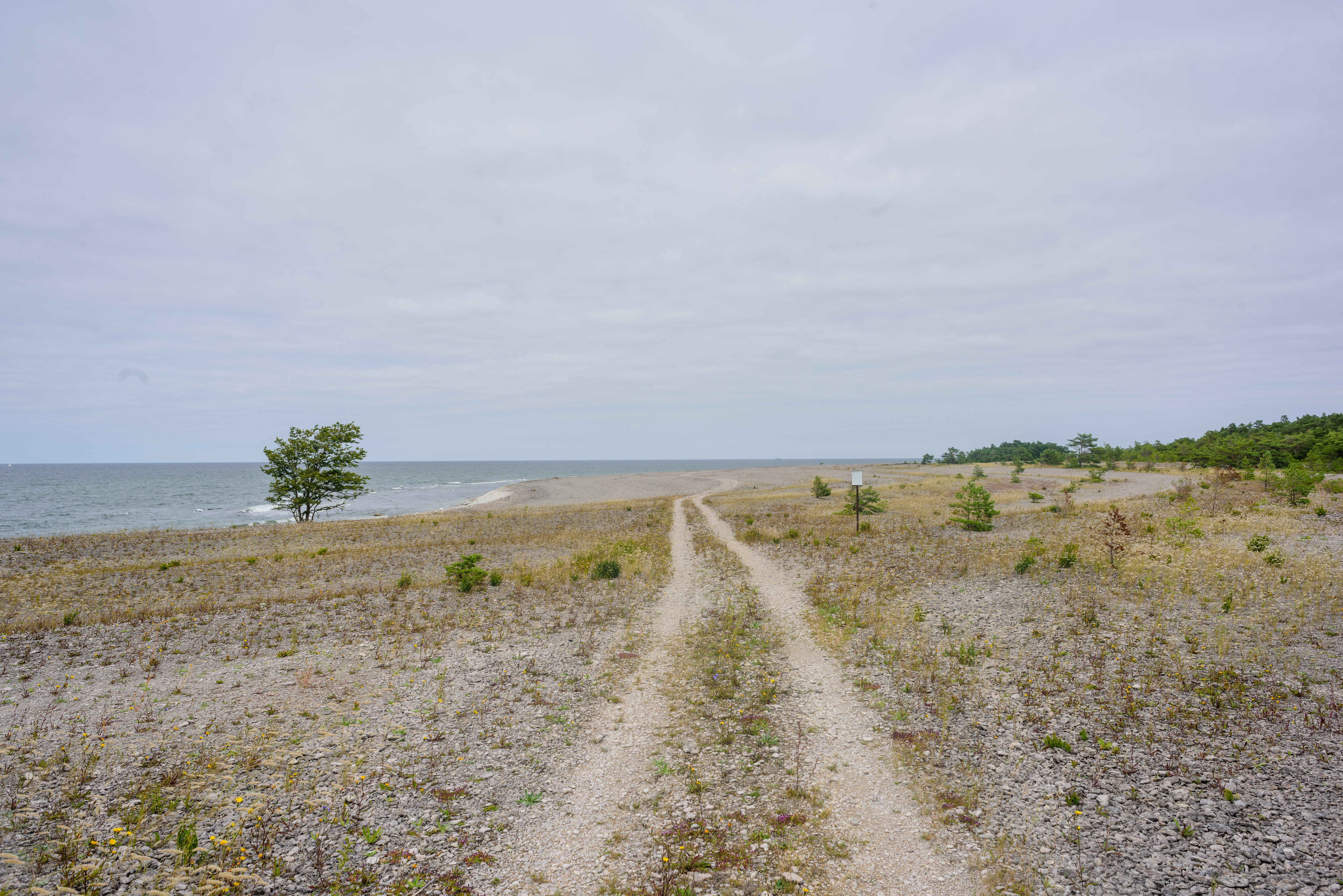
Stranden.
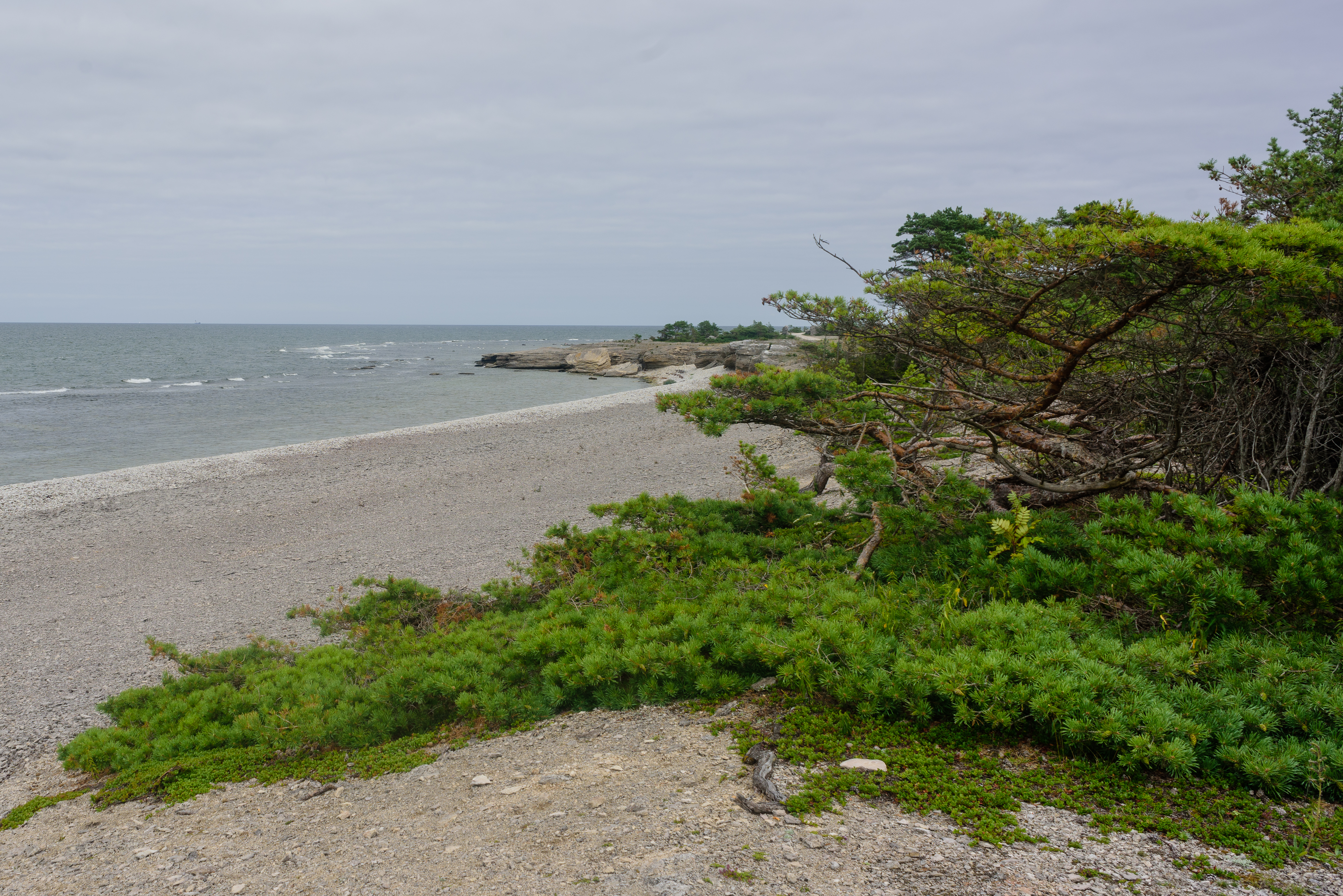
Den nordligaste delen av stenkusten.